# Blau-Weiß 90 Berlin
Blau-Weiss 90 Berlin – niemiecki klub piłkarski, grający obecnie w Bezirkslidze Berlin – Staffel 3 (odpowiednik ósmej ligi), mający siedzibę w mieście Berlin, w dzielnicy Mariendorf.

## Historia
- 27.07.1927 – został założony jako Blau-Weiß 90 Berlin (Berliner FC Vorwärts 1890 połączył się z BTuFC Union 92)
- 1945 – został rozwiązany
- 1945 – został na nowo założony jako SG Mariendorf
- 1949 – zmienił nazwę na SpVgg Blau-Weiß 90 Berlin
- 28. 06. 1992 – został rozwiązany (ogłosił upadłość)
- 29. 06. 1992 – został na nowo założony jako SV Blau Weiss Berlin
- 16. 06. 2015 – zmienił nazwę na SpVgg Blau-Weiß 90 Berlin

## Sukcesy
- 12 sezonów w Oberlidze Berlin (1. poziom): 1946/47-1947/48 i 1950/51-1959/60
- 1 sezon w Bundeslidze (1. poziom): 1986/87
- 11 sezonów w Regionallidze Nord (2. poziom): 1963/64-1973/74
- 7 sezonów w 2. Bundeslidze (2. poziom): 1984/85-1985/86 i 1987/88-1991/92
- Mistrzostwo Berlina: 1973
- Puchar Berlina: 1984